# ولیکو سلو (لوزنیتسا)
ولیکو سلو (لوزنیتسا) (به لاتین: Veliko Selo (Loznica)}} یک منطقهٔ مسکونی در صربستان است.